# Christopher Henry Smith
Christopher Henry Smith (4 de março de 1953) é um político americano que cumpre seu 21º mandato como representante dos EUA para o 4º distrito congressional de Nova Jersey. Embora tenha assumido várias formas, seu distrito sempre esteve situado no centro de Nova Jersey. Atualmente inclui porções dos condados de Mercer, Monmouth e Ocean.
Smith é o reitor da delegação do Congresso de Nova Jersey. Ele concentrou grande parte de sua carreira na promoção dos direitos humanos no exterior, incluindo a autoria da Lei de Proteção às Vítimas de Tráfico e Violência de 2000 e várias leis subsequentes. Ele usou suas posições de liderança, incluindo presidências, para criar várias leis focadas em direitos humanos e conduzir uma supervisão agressiva de abusos de direitos humanos, ações que lhe renderam o desprezo de nações abusadoras.
Smith é membro do Partido Republicano; no entanto, antes de 1978, ele era membro do Partido Democrata. 